# Diecezja Miao
Diecezja Miao – diecezja rzymskokatolicka w Indiach. Została utworzona w 2005 z terenu diecezji Dibrugarh.

## Ordynariusze
- George Pallipparambil (od 2005)